# Kétcsillagos szálloda
A kétcsillagos szálloda olyan kereskedelmi szálláshely, mely Magyarországon megfelel a következő törvényi előírásoknak a belkereskedelemről szóló 1978. évi I. törvény 40. §-a és az 54/2003. (VIII.29.) GKM rendelet alapján:
Megfelel az egycsillagos szálloda követelményeinek a következő kiegészítésekkel.

## Felszereltsége
- 1. Lásd egycsillagos.
- 2. A szállodai szobaegység nagysága legalább a szobák 80%-ánál:
  - Egyágyas: legalább 12 négyzetméter.
  - Kétágyas: legalább 16 négyzetméter.
  - Kétágyasnál több: ágyanként további 5 négyzetméter.
- 3. A szobák berendezése, felszereltsége:
  - Berendezés: lásd egycsillagos.
  - Telefon: a hallban nemzetközi hívásra is alkalmas telefonfülke található.
  - Antenna: legalább a szobák 50%-a rendelkezik antennacsatlakozóval.
- 4. Vizesblokkok száma: A szobák legalább egyharmada rendelkezik fürdőszobával.
- 5. A vizesblokk berendezése, felszereltsége: A fürdőszobák berendezése, felszereltsége: kád vagy zuhanyfülke, WC, mosdó, tükör, piperepolc, törülközőtartó, WC-kefe tartóval, WC-papírtartó, elektromos csatlakozó, szeméttároló, az ágyszámmal azonos mennyiségben kéztörlő és fürdőtörülköző, szappan, fogmosópohár, továbbá WC-papír, egészségügyi tasak.
- 6. A vendégek részére biztosítandó tájékoztatás, eszközök: Lásd egycsillagos.
- 7. Lift: csak a két emeletnél magasabb szállodákban, ha a szálloda csupán idényjelleggel működik, lifttel csak a három emeletnél magasabb szállodának kell rendelkeznie.
- 8-10. Lásd egycsillagos.

## Kötelező szolgáltatások
- 1-2. Lásd egycsillagos szálloda.
- 3. Étel-, italkínálat: Á la carte ételválaszték, italválaszték legalább négyféle magyar minőségi borral.
- 4. Lásd egycsillagos.
- 5. Egyéb szolgáltatások:
  - A vendég kívánságára tv beállítása legalább a szobák 50%-ában.
  - Telefax

## Fakultatív szolgáltatások
- A kétcsillagos szállodánál az elérendő minimális pontszám: 25